# Eupithecia molestissima
Eupithecia molestissima är en fjärilsart som beskrevs av András Vojnits 1981. Eupithecia molestissima ingår i släktet Eupithecia och familjen mätare. Inga underarter finns listade i Catalogue of Life.